# Serhiy Jadan
Serhiy Viktorovytch Jadan (en ukrainien : Сергій Вікторович Жадан), né le 23 août 1974 à Starobilsk (oblast de Louhansk) est un poète, romancier, essayiste ukrainien.
Écrivain culte, il est l’un des piliers de la littérature ukrainienne post-soviétique. L’œuvre de Jadan a fortement marqué les générations des lecteurs grandis dans les années 1990-2010 en lui assurant une exceptionnelle notoriété dans son pays, avant tout auprès des jeunes adultes.
Ses œuvres font l'objet de traductions en plusieurs langues européennes.

## Biographie
Fils de chauffeur, il fait des études, jusqu'à être diplômé en lettres de l'université nationale de Kharkiv en 1999, après l'Université nationale de pédagogie Hryhori Skovoroda de Kharkiv (uk).  Il enseigne la langue ukrainienne et la littérature de 2000 à 2004, puis quitte l'enseignement pour travailler à Kharkiv.
Connu par sa poésie, et distingué par sa prose, Jadan interprète ses œuvres dans différentes villes d'Ukraine et d'Europe, accompagné par des musiciens ukrainiens, en particulier, le groupe Собаки в космосі (« Les chiens dans l'espace »). Parmi ses traducteurs vers le russe figurent les poètes  Elena Fanaïlova, Dimitri Kouzmine et Igor Sid.
Serhiy Jadan traduit la poésie de l'allemand, de l'anglais, du biélorusse et du russe, des poètes comme Paul Celan ou Charles Bukowski.
L'auteur est connu en tant qu'écrivain de gauche, même si personnellement il déclare de ne pas avoir d'orientation politique.

## Vie privée
Il est marié, et il a une fille.

## Œuvre
Les thèmes abordés dans ses livres sont la justice sociale, l'amitié et la philosophie des relations humaines ainsi que la vie quotidienne de la jeunesse urbaine ukrainienne dans les conditions de l'extrême pauvreté des années 1990. Dans leur ensemble les écrits de Jadan mettent en lumière l'esprit fataliste souvent propre à la mentalité ukrainienne. La question de l'abus d'alcool y est également récurrente. 

### Poésie
Sa réputation en Ukraine tient beaucoup à ses interventions poétiques, théâtrales, musicales, encore peu accessibles en langue française.
- Citations (Цитатник), 1995
- Le Général Judas (Генерал Юда), 1995
- Pepsi (Пепсі), (1998)
- Poèmes choisis, 1992–2000 (Вибрані поезії), 2000
- Ballades sur la guerre et la reconstruction (Балади про війну і відбудову), 2001
- Histoire de la culture au début de ce siècle (Історія культури початку століття), (2003)
- UkSSR (У.Р.С.Р.), 2004
- Maradona (Марадона), 2007
- Éthiopie (Ефіопія), 2009
- Lili Marlène (Лілі Марлен), 2009
- Armes à feu et couteaux (Вогнепальні й ножові), 2012
- Vie de Marie (Життя Марії), 2015
- Les Templiers (Тамплієри), 2016
- Antenne (Aнтена), 2018

### Romans et récits
- Dépêche Mode, 2004 (avec plusieurs traductions en anglais)[2]
- Vorochilovgrad, 2010
- La Route du Donbass, 2014, traduction française Vorochilovgrad par Iryna Dmytrychyn chez Noir sur Blanc (ISBN 978-2-88250-324-4)
- Anarchy in the UKR, 2005, en traduction française par Iryna Dmytrychyn chez Noir sur Blanc, 2016, 214 p. (ISBN 978-2-8825-0434-0), suivi de Journal de Louhansk (2014)
- L'internat, 2022, éditions Noir sur Blanc, 272 p., en traduction française par Iryna Dmytrychyne (ISBN 978-2-88250-802-7)

De nombreuses œuvres sont traduites en allemand.

## Prix littéraires
- Prix Jan-Michalski 2014 pour La Route du Donbass.
- Prix Vassyl-Stous en 2017.
- Prix Hannah-Arendt
- Prix Brücke Berlin (de)
- prix (en) de la foire du livre de Leipzig
- Prix de la paix des libraires allemands
- Ordre polonais du Mérite culturel
- Prix de l'État autrichien pour la littérature européenne, 2025[3].